# Asplenium hallbergii
Asplenium hallbergii là một loài thực vật có mạch trong họ Aspleniaceae. Loài này được Mickel & Beitel miêu tả khoa học đầu tiên năm 1988.